# 江戸暦
江戸暦（えどこよみ）とは、江戸時代に江戸にて刊行された暦。江戸だけでなく、東北・関東地方でも販売された。
最古のものは万治2年（1659年）のものの写本であるが、古い時期のものはほとんど残されていない。貞享元年（1684年）に刊行業者は28名いたが、暦の記載の誤りなどが問題となり、元禄10年（1697年）には日本橋を中心とする11名の業者に販売が限定され、この11名が後に株仲間を結成した。正徳5年（1715年）の記録では、通常の綴暦は6文、略暦は2文、詳細な七曜暦は100文など、暦の大きさや罫線の有無、紙の品質・記載の内容に応じて価格に差があった。江戸暦の業者の中には印刷・出版業を担い、兼業にて草双紙を刊行する者もいた。